# أبو عمرو الزجاجي
أَبُو عَمْرو الزجاجي، واسْمه مُحَمَّد بن إِبْرَاهِيم بن يُوسُف ابْن مُحَمَّد، أحد علماء أهل السنة والجماعة ومن أعلام التصوف السني في القرن الرابع الهجري، قال عنه الذهبي بأنّه: «كَانَ أوحد مشايخ وقته»، وقال عنه أبو عثمان المغربي بأنّه: «كَانَ أَبُو عَمْرو من السالكين
وآياته وفضائله أَكثر من أَن تحصى وتعدّ»، أصله من نيسابور، صحب الجنيد وأبا عثمان الحيري وأبا الحسين النّوري ورويم بن أحمد وإبراهيم الخواص، دخل مكة المكرمة وأقام بها، وَصَارَ شيخها والمنظوم إِلَيْهِ فِيهَا، حج قَرِيباً من 60 حجَّة، وَقيل إِنَّه لم يبل وَلم يتغوط فِي الْحرم أَرْبَعِينَ سنة، توفّي بِمَكَّة سنة 348 هـ.

## من أقواله
- الْمعرفَة على سِتَّة أوجه معرفَة الوحدانية وَمَعْرِفَة التَّعْظِيم وَمَعْرِفَة الْمِنَّة وَمَعْرِفَة الْقُدْرَة وَمَعْرِفَة الْأَزَل وَمَعْرِفَة الْأَسْرَار.[1]
- من تشوف بِالْحرم رفقا من غير من جاوره بعده الله تَعَالَى عَن جواره ووكل بِقَلْبِه الشُّح وَأطلق لِسَانه بالشكوى وَمسح قلبه عَن المعارف وأظلمه عَن أنوار الْيَقِين ووكله إِلَى حوله وقوته ومقته عِنْد خلقه.[1]
- من تكلم عن حالٍ لم يصل إليها كان كلامه فتنة لمن يسمعه، ودعوى تتولد في قلبه، وحرَمه الله الوصول إلى تلك الحال.[3]
- الضَّرُورَة مَا تمنع صَاحبهَا عَن القال والقيل وَالْخَبَر والاستخبار وتشغله بالاهتمام بوقته عَن التفرغ إِلَى أَوْقَات غَيره.[1]